# Rajko Jokanović
Rajko Jokanović (em sérvio:  Рајко Јокановић; Belgrado, 27 de novembro de 1971) é um ex-jogador de voleibol da Sérvia que competiu pela Iugoslávia nos Jogos Olímpicos de 1996.
Em 1996, ele fez parte da equipe iugoslava que conquistou a medalha de bronze no torneio olímpico, no qual atuou em três partidas.